# Lightning Ridge
Pour les articles homonymes, voir Lightning.
Lightning Ridge est une ville australienne située dans la zone d'administration locale de Walgett, en Nouvelle-Galles du Sud.

## Géographie
La ville est située dans l'Orana, au nord de la Nouvelle-Galles du Sud, près de la frontière avec le Queensland, à 75 km au nord de Walgett et à 720 km au nord-ouest de Sydney. 
Le village possède les plus grandes réserves connues d'opale noire au monde mais il faut une licence pour les rechercher.

## Histoire
Les habitants originels de la région étaient les Kamilaroi.
Les premiers colons britanniques se sont installés dans la région au milieu du XIXe siècle, et ont développé des activités agricoles. Le nom de Lightning Ridge remonterait aux années 1870, quand des habitants auraient retrouvé les corps d'un fermier, de son chien et de 200 moutons, qui avaient été frappés par la foudre.
Le potentiel de l'extraction d'opale à Lightning Ridge est découvert à la fin des années 1800 et les premiers puits de mine ont été creusés en 1905.
L'acteur, producteur et scénariste, Paul Hogan a prétendu y être né le 8 octobre 1939.

## Démographie
| 2006  | 2011  | 2016  | 2021  |
| ----- | ----- | ----- | ----- |
| 2 682 | 2 492 | 2 284 | 1 946 |

## Fossiles
Lightning Ridge est un site paléontologique important, avec des fossiles datant du Crétacé, d'il y a 110 millions d'années. La roche de grès formait autrefois le fond d'une mer intérieure peu profonde, où les restes de plantes et d'animaux aquatiques étaient préservés. Le site est particulièrement important en tant que source de fossiles de mammifères anciens. Les fossiles sont parfois opalisés et découverts par des mineurs d'opale. Les découvertes importantes à Lightning Ridge incluent les monotrèmes ancestraux Kollikodon ritchiei et Steropodon galmani. En juin 2019, une nouvelle espèce de dinosaure, Fostoria dhimbangunmal a été décrite à partir de fossiles récupérés à Lightning Ridge. C'est le fossile de dinosaure le plus complet à avoir été conservé en opale.